# Eutoea inexactata
Eutoea inexactata är en fjärilsart som beskrevs av Walker 1862. Eutoea inexactata ingår i släktet Eutoea och familjen mätare. Inga underarter finns listade i Catalogue of Life.